# 古平正義
古平 正義（こだいら まさよし、男性、1970年5月6日 - ）は、大阪府出身のアートディレクター、グラフィックデザイナー。

## 主な仕事
- アートフェア東京
- ラフォーレ原宿
- ローリングストーン日本版（ アートディレクター )
- 横浜美術館奈良美智展
- 水戸芸術館ポスター
- 森美術館ポスター
- ワコールキャリーバック

## 主な受賞歴
- JAGDA新人賞受賞
- SDA優秀賞
- 東京ADC賞
- NY ADC特別賞
- NY TDC賞
- THE ONE SHOW シルバー